# Ройкьер, Никлас
Никлас Фриис Ройкьер (дат. Nicklas Friis Røjkjær; род. 24 июля 1998, Gødvad, Центральная Ютландия) — датский футболист, полузащитник клуба «Норшелланн».

## Клубная карьера
На юношеском уровне выступал за «Силькеборг». Первую игру за основную команду провёл 23 марта 2016 года против «Веннсюсселя». Летом того же года перешёл в столичный «Копенгаген», где присоединился к юношеской команде. В её составе выступал в юношеской лиге УЕФА. В турнире «Копенгаген» дошёл до стыковых матчей, где уступил румынскому «Вииторулу». Единственный матч за взрослую команду провёл 1 марта 2017 года в кубке Дании с «Б-93», появившись на поле в середине второго тайма.
27 января 2018 года перешёл в «Виборг», с которым подписал двухлетний контракт. В его составе провёл полтора сезона, выступая в первом дивизионе. В июне 2019 года перебрался в «Эсбьерг», выступающий в Суперлиге. Контракт с полузащитником был подписан на четыре года. 21 июля в матче второго тура с «Хобро», выйдя на замену на 81-й минуте.
В октябре 2020 года вернулся в «Силькеборг», с которым заключил соглашение на три с половиной года. По итогам сезона вместе с клубом занял вторую строчку в турнирной таблице и вышел в Суперлигу. В мае 2022 года перешёл в «Фредерисию», подписав двухлетний контракт.
В январе 2024 года договорился со шведским «Мьельбю», по которому переход должен был состояться летом, после окончания контракта с «Фредерисией». Однако, уже 1 февраля шведский клуб выкупил трансфер и подписал с Ройкьером четырёхлетний контракт. Первую игру за «Мьельбю» провёл 17 февраля в кубке страны против «Сундсвалля». 31 марта в матче первого тура с «Хеккеном» дебютировал в чемпионате Швеции.

## Клубная статистика
| Выступление      | Выступление      | Выступление      | Лига | Лига | Кубки | Кубки | Конт. кубки | Конт. кубки | Итого | Итого |
| Клуб             | Лига             | Сезон            | Игры | Голы | Игры  | Голы  | Игры        | Голы        | Игры  | Голы  |
| ---------------- | ---------------- | ---------------- | ---- | ---- | ----- | ----- | ----------- | ----------- | ----- | ----- |
| Силькеборг       | 1-й дивизион     | 2015/16          | 2    | 0    | 0     | 0     | 0           | 0           | 2     | 0     |
| Силькеборг       | Итого            | Итого            | 2    | 0    | 0     | 0     | 0           | 0           | 2     | 0     |
| Копенгаген       | Суперлига        | 2016/17          | 0    | 0    | 1     | 0     | 0           | 0           | 1     | 0     |
| Копенгаген       | Итого            | Итого            | 0    | 0    | 1     | 0     | 0           | 0           | 1     | 0     |
| Виборг           | 1-й дивизион     | 2017/18          | 6    | 0    | 0     | 0     | 0           | 0           | 6     | 0     |
| Виборг           | 1-й дивизион     | 2018/19          | 28   | 6    | 0     | 0     | 0           | 0           | 28    | 6     |
| Виборг           | Итого            | Итого            | 34   | 6    | 0     | 0     | 0           | 0           | 34    | 6     |
| Эсбьерг          | Суперлига        | 2019/20          | 9    | 0    | 0     | 0     | 1           | 0           | 10    | 0     |
| Эсбьерг          | 1-й дивизион     | 2020/21          | 1    | 0    | 0     | 0     | 0           | 0           | 1     | 0     |
| Эсбьерг          | Итого            | Итого            | 10   | 0    | 0     | 0     | 1           | 0           | 11    | 0     |
| Силькеборг       | 1-й дивизион     | 2020/21          | 19   | 3    | 0     | 0     | 0           | 0           | 19    | 3     |
| Силькеборг       | Суперлига        | 2021/22          | 10   | 1    | 2     | 0     | 0           | 0           | 12    | 1     |
| Силькеборг       | Итого            | Итого            | 29   | 4    | 2     | 0     | 0           | 0           | 31    | 4     |
| Фредерисия       | 1-й дивизион     | 2022/23          | 32   | 12   | 2     | 1     | 0           | 0           | 34    | 13    |
| Фредерисия       | 1-й дивизион     | 2023/24          | 18   | 5    | 6     | 6     | 0           | 0           | 24    | 11    |
| Фредерисия       | Итого            | Итого            | 50   | 17   | 8     | 7     | 0           | 0           | 58    | 24    |
| Мьельбю          | Алльсвенскан     | 2024             | 13   | 2    | 4     | 1     | 0           | 0           | 17    | 3     |
| Мьельбю          | Итого            | Итого            | 13   | 2    | 4     | 1     | 0           | 0           | 17    | 3     |
| Всего за карьеру | Всего за карьеру | Всего за карьеру | 138  | 29   | 15    | 8     | 1           | 0           | 154   | 37    |